# 14643 Morata
14643 Morata (1998 WZ30) là một tiểu hành tinh vành đai chính được phát hiện ngày 24 tháng 11 năm 1998 bởi R. Roy ở Blauvac.